# Carlos Gonçalves (músico)
Carlos dos Santos Gonçalves, mais conhecido apenas como Carlos Gonçalves (Beja, 3 de Junho de 1938 - Lisboa, 23 de Março de 2020), foi um músico e professor português, que foi reconhecido como um dos maiores guitarristas portugueses.

## Biografia

### Nascimento
Carlos dos Santos Gonçalves nasceu na cidade de Beja, em 3 de Junho de 1938.

### Formação e carreira
A sua formação musical principiou na Banda Capricho, em Beja, onde tocava o clarinete. Começou a tocar guitarra portuguesa aos dezasseis anos de idade, por influência do seu pai, que tocava bandolim, e dos músicos José Nunes e Raul Nery, tendo aprendido igualmente a tocar guitarra a partir dos programas da Emissora Nacional.
Em 1957 mudou-se para Lisboa, onde esteve integrado no elenco de vários estabelecimentos típicos, como a Adega da Anita, Café Lisboa, Lobos do Mar, Nau Catrineta, A Severa, Solar da Márcia Condessa, A Toca, O Folclore, Taberna do Embuçado e Fado Maior. Como parte do elenco da casa O Folclore, fez várias digressões no estrangeiro, destacando-se a sua passagem pelo Palácio Real do Mónaco.
Começou a acompanhar Amália Rodrigues em 1969, como parte de um grupo liderado pelo guitarrista José Fontes Rocha, tocando nessa altura a primeira guitarra. Passou para a principal guitarra em 1980. Continuou a trabalhar com a fadista durante cerca de três décadas, tendo composto várias músicas, principalmente baseadas em poemas escritos por Amália Rodrigues, como Lágrima, Grito, Amor de Mel, Amor de Fel, Sou Filha das Ervas, Ó Pinheiro Meu Irmão, Ai, Maria, Ai, Minha Doce Loucura e Lavava, no rio Lavava. Acompanhou igualmente outros nomes da música nacional, como Alfredo Marceneiro, Maria Teresa de Noronha, Filipe Pinto, Lucília do Carmo, Argentina Santos, Fernando Maurício, Fernando Farinha, Fernanda Maria, Beatriz da Conceição, Ada de Castro, Anita Guerreiro, Julieta Estrela e Manuela Cavaco.
Nos anos 90 começou a exercer como professor de música na escola do Museu do Fado, tendo ensinado artistas como Paulo Silva, Bernardo Couto e Bruno de Jesus.
Em 2004, lançou o primeiro álbum a solo, A Essência da Guitarra Portuguesa, que inclui algumas das composições mais destacadas, como O Meu Sentir e Abril em Portugal. Em 2008, fez um concerto no Cabaré Maxime, em Lisboa, acompanhado pela cantora Rosa Maria.

### Falecimento
Faleceu em 23 de Março de 2020, aos 81 anos de idade, na cidade de Lisboa.

## Reconhecimento
A 27 de novembro de 2013, foi agraciado com o grau de Comendador da Ordem do Infante D. Henrique.
Foi uma das 50 figuras do fado e da guitarra portuguesa homenageadas, em 2012, aquando da celebração do primeiro aniversário do fado enquanto Património Imaterial da Humanidade, tendo nessa altura recebido a Medalha Municipal de Mérito (Grau Ouro), da cidade de Lisboa. 

Na altura do seu falecimento, a Ministra da Cultura, Graça Fonseca, emitiu uma nota de pesar, onde destacou o seu contributo para a cultura musical do país, tendo ajudado a relançar a guitarra portuguesa, tanto a nível nacional como internacional. Também fez uma referência à sua carreira como professor de guitarra portuguesa, durante a qual foi responsável pela orientação de vários jovens músicos.